# Vaida
Vaida ist ein litauischer weiblicher Vorname. Die männliche Form ist Vaidas. Außerdem ist Vaida ein Familienname.

## Personen

### Vorname
- Vaida Giraitytė (* 1983), Politikerin, Seimas-Mitglied
- Vaida Markevičienė (* 1988), Juristin und Politikerin, Vizeministerin der Finanzen
- Vaida Pikauskaitė (* 1991), Radrennfahrerin
- Vaida Raugelė (* 1979), Politikerin, Vizebürgermeisterin von Klaipėda
- Vaida Urmonaitė-Maculevičienė (* 1958), Verwaltungsrichterin, stellvertretende Generalstaatsanwältin

### Familienname
- Alexandru Vaida-Voevod (1872–1950), rumänischer Politiker, Ministerpräsident
- Vasile Vaida (1909–1987), rumänischer Politiker (PCR)
- Veronica Vaida (* 1950), rumänisch-amerikanische Chemikerin